# Axel Salmson
Axel Jacob Salmson, före kristnandet Sem Jacob, född 1807 i Stockholm, död 1876 i Amsterdam, New York, var en svensk-amerikansk tecknare, miniatyrmålare och skulptör.

## Biografi
Axel Salmson var son till hovgravören Salm Salmson och Fredrika Moses samt från 1844 gift med Sophia Magdalena Kihlander.
Han växte upp i ett konstnärligt hem och sex av hans syskon kom att arbeta inom kulturområdet. Han studerade en kortare tid vid Konstakademien i Stockholm men hoppade av utbildningen för att bedriva självstudier inom litografitekniken. Han medverkade i Konstakademiens utställning med ett par allegoriska kompositioner som modellerats i vax efter Bertel Thorvaldsens förebilder. Hans största och framgångsrikaste arbete var illustreringen av Svenska konungar och deras tidevarf och Trettioåriga krigets märkvärdigaste personer som utgavs på 1840- och 1850-talet. Dessa trycktes först på olika tryckerier i Stockholm men 1847 startade han tillsammans med stentryckaren Carl Fredrik Ström tryckeriet Salmson & Ström som blev det första tryckeriet som framgångsrikt kunde utföra färglitografi i Sverige. När kompanjonskapet upplöstes grundade han en egen firma som kom att bli det mest betydande litografiska tryckeriet i Sverige. Han startade även tidskriften Litografiskt Allehanda (1859–1861) som fick en stor betydelse för svensk illustrationskonst, men i brist på kapital drabbades han av konkurs och flydde i maj 1862 till Amerika på grund av misstanken om att han utfört reversförfalskningar. Hans porträtt av skalden Wilhelm von Braun gav upphov till dikten Mitt konterfej. Bland hans andra porträtt märks de av Gustav III och Oskar I.
Salmson finns representerad vid Kungliga biblioteket och Nationalmuseum och Uppsala universitetsbibliotek.